# Mr. Turner
Pour les articles homonymes, voir Turner.
Pour plus de détails, voir Fiche technique et Distribution.
Mr. Turner est un film britannique écrit et réalisé par Mike Leigh, sorti en 2014. Il retrace les 25 dernières années de la vie du peintre britannique Joseph Mallord William Turner.
Il a été présenté en compétition au 67e Festival de Cannes où Timothy Spall a reçu le Prix d'interprétation masculine.

## Synopsis
Le film retrace les vingt-cinq dernières années de l’existence du peintre britannique Joseph Mallord William Turner (1775-1851). Artiste reconnu, membre apprécié quoique dissipé de la Royal Academy, il vit entouré de son père, qui est aussi son assistant, et de sa dévouée gouvernante Hannah Danby. Il fréquente l’aristocratie, se rend dans les bordels et nourrit son inspiration par ses nombreux voyages. La renommée dont il jouit ne lui épargne pas les éventuelles railleries du public ou les sarcasmes de l’establishment (la haute société) qui ne comprend pas sa peinture en avance de près d'un siècle sur celle de ses contemporains. À la mort de son père, profondément affecté, W. Turner s’isole. Sa vie change cependant quand il rencontre Mrs Booth, propriétaire d’une pension de famille au bord de la mer à Margate.

## Fiche technique
- Titre : Mr. Turner
- Réalisation : Mike Leigh
- Scénario : Mike Leigh
- Musique : Gary Yershon (en)
  - Musique additionnelle : Riopy (Help Us Grow)
- Photographie : Dick Pope
- Montage : Jon Gregory
- Direction artistique : Daniel Taylor
- Décors : Suzie Davies
- Costumes : Jacqueline Durran
- Production : Georgina Lowe
  - Coproduction : Malte Grunert, Michel Saint-Jean
  - Production déléguée : Gail Egan, Norman Merry
- Pays de production :  Royaume-Uni,  France,  Allemagne,  États-Unis,  Belgique
- Langue originale : anglais
- Genre : biographie
- Format : couleur - 2,35:1 - Dolby Digital
- Durée : 150 minutes
- Dates de sortie :
  - France : 15 mai 2014 (Festival de Cannes) ; 3 décembre 2014 (sortie nationale)
  - Royaume-Uni : 10 octobre 2014 (Festival de Londres) ; 31 octobre 2014 (sortie nationale)

## Distribution
Sauf indication contraire, les informations mentionnées dans cette section peuvent être confirmées par la base de données cinématographiques IMDb,  présente dans la section « Liens externes ».
- Timothy Spall (VF : Hervé Pierre) : J. M. W. Turner
- Paul Jesson (VF : Thierry Bosc) : William Turner, le père de J. M. W. Turner
- Dorothy Atkinson (VF : Clotilde Mollet) : Hannah Danby
- Marion Bailey (VF : Sylvie Genty) : Sophia Booth
- Karl Johnson (en) (VF : Georges Claisse) : M. Booth
- Ruth Sheen (VF : Michèle Simonnet) : Sarah Danby
- Sandy Foster (VF : Pauline Belle) : Evelina
- Amy Dawson (VF : Marlène Goulard) : Georgiana
- Lesley Manville (VF : Muriel Mayette-Holtz) : Mary Somerville
- Martin Savage (VF : Laurent Natrella) : Benjamin Haydon
- Richard Bremmer : George Jones
- Jamie Thomas King : David Roberts
- James Fleet : John Constable
- Joshua McGuire : John Ruskin
- Roger Ashton-Griffiths : Henry William Pickersgill
- James Norton : Francis Willoughby
- Karina Fernandez : Miss Coggins
- Tom Wlaschiha : Prince Albert

Source et légende : version française (VF) sur le site d’AlterEgo (la société de doublage)

## Distinctions

### Récompenses
- Festival de Cannes 2014
  - Prix d'interprétation masculine pour Timothy Spall
  - Prix Vulcain de l'artiste technicien pour Dick Pope
- Boston Society of Film Critics Awards 2014 :
  - Meilleur acteur pour Timothy Spall (2e place)
  - Meilleur scénario pour Mike Leigh (2e place)
  - Meilleure photographie pour Dick Pope (2e place)
- Los Angeles Film Critics Association Awards 2014 : meilleure photographie pour Dick Pope (2e place)
- National Board of Review Awards 2014 : top 2014 des meilleurs films indépendants
- New York Film Critics Circle Awards 2014 : meilleur acteur pour Timothy Spall
- Prix du cinéma européen 2014 : Meilleur acteur pour Timothy Spall
- National Society of Film Critics Awards 2015 :
  - Meilleur acteur pour Timothy Spall (1re place)
  - Meilleure photographie pour Dick Pope (1re place)
  - Meilleur film (3e place ex æquo avec Birdman)
  - Meilleur réalisateur pour Mike Leigh (3e place)

### Nominations et sélections
- AFI Fest 2014 : sélection « Special Screenings »
- Festival du film britannique de Dinard 2014 : sélection avant-premières
- Festival du film de Telluride 2014
- Festival international du film de Toronto 2014 : sélection « Special Presentations »
- British Independent Film Awards 2014 :
  - Meilleur film
  - Meilleur réalisateur pour Mike Leigh
  - Meilleur acteur pour Timothy Spall
  - Meilleure actrice dans un second rôle pour Dorothy Atkinson
  - Meilleur technicien pour Dick Pope (photographie)
- British Academy Film Awards 2015 :
  - Meilleurs décors pour Suzie Davies et Charlotte Watts
  - Meilleurs costumes pour Jacqueline Durran
  - Meilleurs maquillages et coiffures pour Christine Blundell et Lesa Warrener
  - Meilleure photographie pour Dick Pope
- Critics' Choice Movie Awards 2015 :
  - Meilleurs costumes pour Jacqueline Durran
  - Meilleure photographie pour Dick Pope
- Oscars du cinéma 2015 :
  - Meilleurs décors pour Suzie Davies et Charlotte Watts
  - Meilleurs costumes pour Jacqueline Durran
  - Meilleure photographie pour Dick Pope
  - Meilleure musique de film pour Gary Yershon
- Satellite Awards 2015 :
  - Meilleur film
  - Meilleure photographie pour Dick Pope